# Adiaratou Iglesias
Adiaratou Iglesias Forneiro (Bamako, 6 de febrero de 1999) es una deportista española que compite en atletismo adaptado.

## Biografía
Adiaratou nació en Bamako, Malí en 1999. En 2010 abandonó el país debido a las supersticiones locales en torno a las personas albinas, y se mudó a Logroño donde residían su hermano y la mujer de éste. Debido a supuestos abusos en el hogar, Adiaratou ingresó en un orfanato donde permaneció por 2 años hasta que fue adoptada, pasando a residir en Lugo con su familia adoptiva.
Adiaratou padece de albinismo, lo que le da una visión de solo el 10%, que se sitúa en torno al 20% mediante el uso de gafas.
Ganó dos medallas de plata en el Campeonato Mundial de Atletismo Adaptado de 2019. Además, ostenta el récord de España en los 100 m en la categoría T12, al alcanzar un tiempo de 12,42 segundos durante el Grand Prix de Atletismo en Grosseto, y volvió a rebajar ese tiempo en el mundial de Dubái en el que quedó subcampeona con un tiempo de 11,99.
Representó a España en los Juegos Paralímpicos de Tokio 2020, donde obtuvo una medalla de oro en la prueba de 100 m clase T13 y una de plata en los 400 m T13.
Pese a su discapacidad, Iglesias también compite en pruebas de atletismo no adaptado y ha llegado a ser medallista en el Campeonato de España de Atletismo Sub-23.

## Palmarés internacional
| Juegos Paralímpicos | Juegos Paralímpicos | Juegos Paralímpicos | Juegos Paralímpicos |
| Año                 | Lugar               | Medalla             | Prueba              |
| ------------------- | ------------------- | ------------------- | ------------------- |
| 2020                | Tokio (Japón)       | Medalla de oro      | 100 m T13           |
| 2020                | Tokio (Japón)       | Medalla de plata    | 400 m T13           |
| Campeonato Mundial  |                     |                     |                     |
| Año                 | Lugar               | Medalla             | Prueba              |
| 2019                | Dubái (EAU)         | Medalla de plata    | 100 m T12           |
| 2019                | Dubái (EAU)         | Medalla de plata    | 200 m T12           |